# Norrala församling
Norrala församling var en församling i Uppsala stift och i Söderhamns kommun. Församlingen uppgick 2013 i Norrala-Trönö församling.

## Administrativ historik
Församlingen har medeltida ursprung. Församlingen var till 2013 moderförsamling i pastoratet Norrala och Trönö. Församlingen uppgick 2013 i Norrala-Trönö församling.

## Kyrkor
- Norrala kyrka
- Vågbrokyrkan